# John Ruthven
Pour les articles homonymes, voir Ruthven.
John Ruthven (vers 1577- 5 août 1600), 3e comte de Gowrie, fut un conspirateur écossais.
Fils de William Ruthven, qui fut décapité à la suite de ses conspirations, il hérita des vastes biens et des intrigues de sa famille en 1588 à la mort de son frère, alors qu'il n'était encore qu'un enfant.
Il se rapprocha des partisans de la reine Élisabeth Ire, et se montra presque entièrement hostile au roi Jacques VI d'Écosse.
Il partit étudier à l'Université de Padoue en 1594, puis voyagea à Paris et à Genève.
Quelques semaines après son retour en Écosse en 1600, il fut tué avec son frère Alexandre à Gowrie House à Perth, en tentant d'enlever le roi, dans ce qui fut appelé la Conspiration de Gowrie. Les circonstances exactes de cette conspiration demeurent néanmoins obscures, en raison des improbabilités de l'évènement suggérées par la faiblesse des preuves apportées, par l'absence apparente de préméditation et l'insuffisance des motifs avancés.